# Potentille
Potentilla
Genre
Classification APG III (2009)
Synonymes
- Callionia Greene
- Chamaephyton Fourr.
- Chionice Bunge ex Ledeb.
- Coelas Dulac
- Comarella Rydb.
- Commarum Schrank
- Duchesnea Sm.
- Dynamidium Fourr.
- Fraga Lapeyr.
- Fragariastrum Heist. ex Fabr.
- Fragariastrum (Ser.) Schur
- Horkelia Cham. & Schltdl.
- Horkeliella (Rydb.) Rydb.
- Hypargyrium Fourr.
- Ivesia Torr. & A.Gray
- Jussiea L. ex Sm.
- Lehmannia Trattinick, Rosac. Monogr. 4: 144 (1824), nom. illeg. non Spreng. (1817)
- Pentaphylloides Duhamel
- Pentaphyllum Hill
- Pentaphyllum Gaertn.
- Potentillopsis Opiz
- Purpusia Brandegee
- Quinquefolium Ség.
- Stellariopsis (Baill.) Rydb.
- Tormentilla L.
- Trichothalamus Spreng.
- Tridophyllum Neck. ex Greene
- Tylosperma Botsch., Not. Syst. Herb. Inst. Bot. Acad. Sci. Uzbekistan. 13: 17. (1952)

Potentilla, les potentilles, est un genre de plantes à fleurs de la famille des Rosacées.

## Étymologie
Le mot « potentille » vient de potentia, la puissance, en latin.

## Description
Ce sont des plantes herbacées pérennes ou arbustives.
Les fleurs sont à cinq verticilles, solitaires ou en grappes de couleur généralement jaune mais certaines espèces ont des fleurs blanches, roses ou brun-pourpre. Elles ont de nombreuses étamines (>10). Les fruits sont des akènes. Ce genre compte environ 500 espèces dans les régions tempérées.
Leur taille est de 10 à 20 cm. La période de floraison va de juin à août.

## Espèces
- Flore d'Europe occidentale :

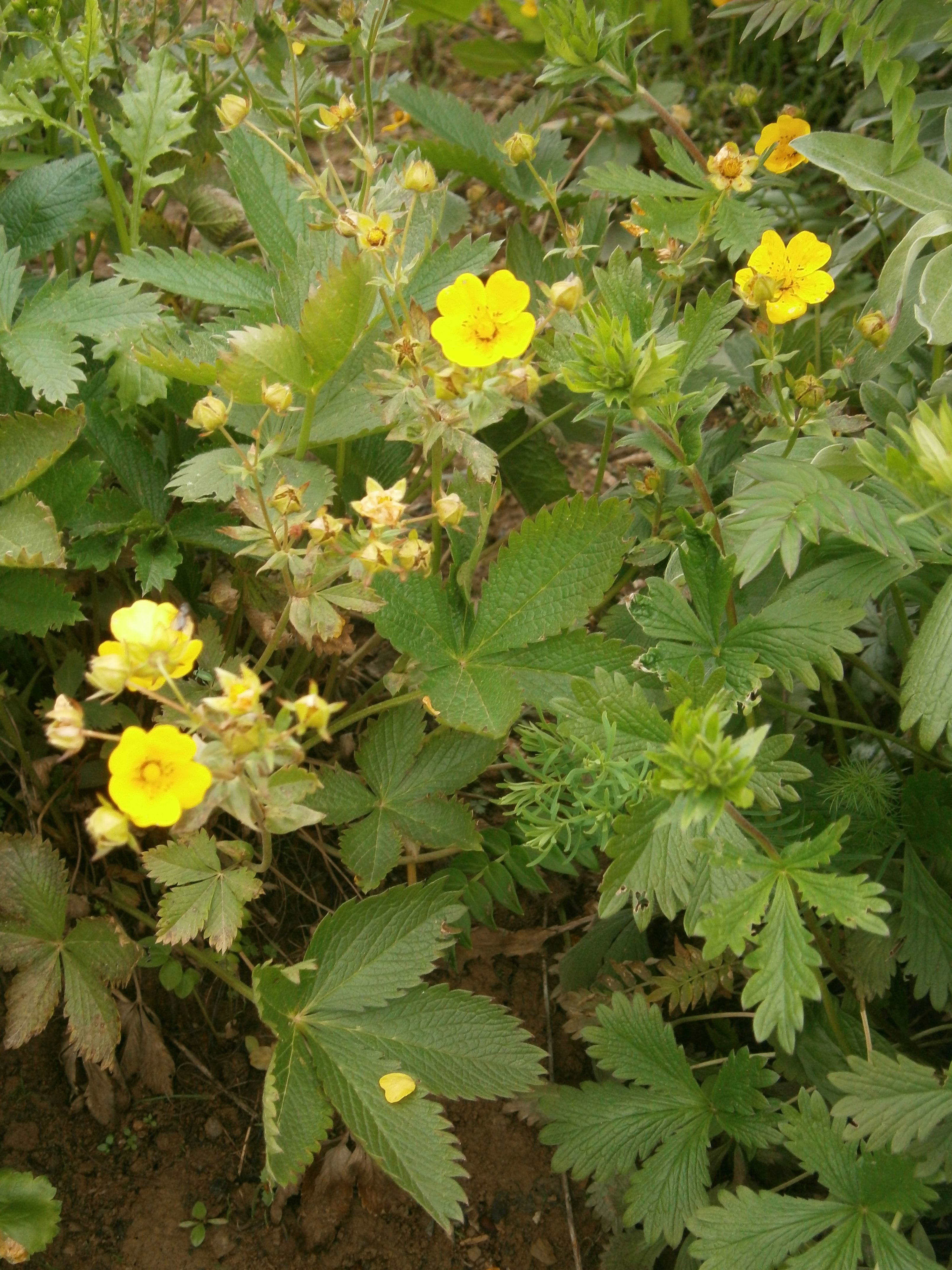
Potentille du Dauphiné (Potentilla delphinensis).

  - Potentilla alba L. Potentille blanche
  - Potentilla alchimilloides Lapeyr. Potentille fausse alchémille
  - Potentilla anglica Laichard. Potentille anglaise
  - Potentilla anserina L. Potentille ansérine ou potentille des oies (chemins, mares)
  - Potentilla argentea L. Potentille argentée (coteaux arides)
  - Potentilla aurea L. Potentille dorée
  - Potentilla caulescens L. Potentille à tiges courtes
  - Potentilla cinerea Chaix
  - Potentilla collina Wibel
  - Potentilla crantzii Crantz Potentille de Crantz
  - Potentilla delphinensis, Potentille du Dauphiné (endémique du Dauphiné et de la Savoie, dans les Alpes françaises)
  - Potentilla erecta (L.) Räusch. (= Potentilla tormentosa) Potentille tormentille, potentille dressée, herbe de Sainte Catherine ou potentille officinale
  - Potentilla fruticosa L. récemment renommée Dasiphora fruticosa - Potentille ligneuse. Arbuste de jardin très courant. Elle présente des petites fleurs jaunes, parfois roses.
  - Potentilla grandiflora L. Potentille à grandes fleurs
  - Potentilla heptaphylla L.
  - Potentilla hirta L. Potentille hirsute ou potentille velue
  - Potentilla incana P.Gaertn, B. Mey & Scherb = Potentilla arenaria Potentille des sables
  - Potentilla inclinata Vill. Potentille inclinée (coteaux arides)
  - Potentilla indica Andrews, anciennement Duchesnea indica, le Fraisier des Indes, Fraisier de Duchesne ou Fraisier à fleurs jaunes
  - Potentilla intermedia L. Potentille intermédiaire
  - Potentilla micrantha Ramond ex DC. Potentille à petites fleurs
  - Potentilla montana = Potentilla splendens Potentille brillante
  - Potentilla multifida L. Potentille multifide
  - Potentilla neglecta Baumg.
  - Potentilla neumanniana Rchb. (= Potentilla tabernaemontani Aschers) = Potentilla verna L. Potentille printanière, Potentille de Neumann.
  - Potentilla nivalis Lapeyr. Potentille des neiges
  - Potentilla nivea L. Potentille blanc de neige
  - Potentilla norvegica L. Potentille de Norvège
  - Potentilla palustris L. Potentille des marais, renommée en Comarum palustre
  - Potentilla recta L. Potentille dressée
  - Potentilla reptans L. Potentille rampante, quintefeuille (pâturages, jardins)
  - Potentilla rupestris L. Potentille des rochers
  - Potentilla splendens = Potentilla montana Ram. Potentille brillante (bois, bruyères)

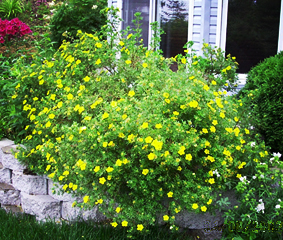
Potentille ligneuse.

## Parasites
La chenille de la Boarmie rhomboïdale (Peribatodes rhomboidaria, Geometridae), un papillon de nuit, se nourrit de potentilles.